# Olivia Collins
Olivia Collins (Cidade do México, 11 de dezembro de 1959) é uma atriz chilena. Em 2011  trabalhou  na novela Dos Hogares junto com Anahí, Sergio Goyri e Carlos Ponce. A atriz já interpretou vários filmes. Ela também já foi capa da revista Playboy do México.

## Carreira

### Telenovelas
- El bienamado (2017)... Olguita
- Mi corazón es tuyo (2014) .... Paulina de Olavarrieta
- Dos hogares (2011) .... Patricia Ortiz Monasterio Vda. de Ballesteros
- Soñar no cuesta nada (2005) .... Estela Olivares Álvarez
- Como en el cine (2001) .... Susana "Zuzú" Ramírez Escudero
- El candidato (1999-2000) .... Maricarmen Manrrique
- Te sigo amando (1996-1997) .... Leticia Aguirre'
- Para toda la vida (1996) .... Lucía
- María José (1995) .... Dalila
- Dulce desafío (1988-1989) .... Rosario Quintana
- Seducción (1986) .... Isabel
- Muchachita (1986) .... Irene
- Angélica (1985) .... Leticia

### Cinema
- Colmillos, el hombre lobo (1993) .... Susana
- Traficantes de niños (1992)
- Dando y dando (1990)
- Tacos, tortas y enchiladas - La Rifa (1990)
- La zona del silencio (1990)
- La mujer judicial (1990)
- El hombre que volvió de la muerte (1990) .... Teresa
- Solo para adúlteros (1989)
- Entre compadres te veas (1989)
- Violación (1989)
- Rosa de dos aromas (1989)
- Noche de buitres (1988)
- En peligro de muerte (1988)
- Reto a la vida (1988) .... Yolanda Sánchez 'La Yolis'
- Las calenturas de Juan Camaney (1988)
- Cacería humana (1987)
- Duro y parejo en la casita de pecado (1987)
- Fiera solitaria (1987)
- La lechería (1986)
- Picardía mexicana 3 (1986)
- Mauro el mojado (1986) .... Oralia Resendiz
- Terror y encajes negros (1985) .... Vecina
- La muerte del chacal (1984) .... Sally
- La traga leche (1983) ... Kimberly

### Teatro
- Qué rico mambo (2014) .... Caridad

## Prêmios e Indicações

### Prêmio TVyNovelas
| Ano  | Categoria                     | Telenovela  | Resultado |
| ---- | ----------------------------- | ----------- | --------- |
| 2012 | Melhor atriz antagônica       | Dos hogares | Nomeada   |
| 1986 | Melhor revelação feminina     | Angélica    | Nomeada   |
| 1986 | Melhor atriz cômica revelação | No empujen  | Nominada  |